# Тадеуш Яжембовський
Тадеуш Яжембовський (1927-2005) — польський астроном і мандрівник, директор Астрономічної обсерваторії Вроцлавського університету (1984-1987).

## Біографія
Народився 29 жовтня 1927 року в Коломиї. У 1951 році закінчив Вроцлавського університет, ставши одним із перших післявоєнних випускників-астрономів. Багаторічний співробітник Астрономічної обсерваторії Вроцлавського університету, а в 1984–1987 роках директор цієї установи. Гарний викладач і науковий керівник. У 2003 році нагороджений медаллю імені Влодзімєжа Зонна за поширення та популяризацію знань про Всесвіт. Активний член Польського астрономічного товариства та Міжнародного астрономічного союзу. Піонер фотоелектричної фотометрії зір у Польщі, у 1950-х роках він відкрив змінність блиску магнітних зір. Автор праць «Про небесні явища» та «Всесвіт і його загадки».